# Баллифермот

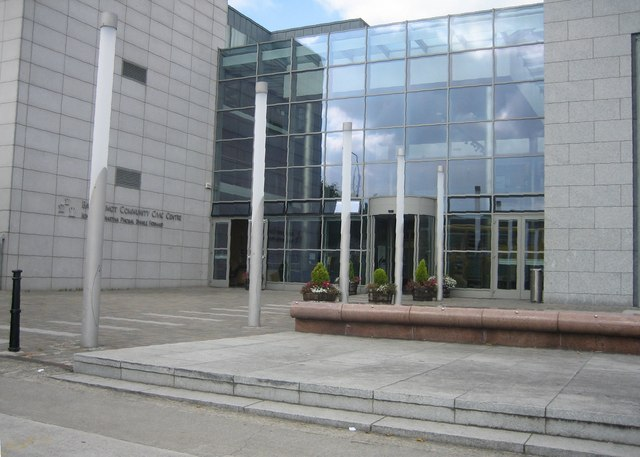
Муниципальный центр

Баллифермот (англ. Ballyfermot; ирл. Baile Formaid) — городской район Дублина в Ирландии, находится в административном графстве Дублин (провинция Ленстер).